# Кулішейка
Куліше́йка (рос. Кулишейка, ерз. Кулишейка) — село у складі Рузаєвського району Мордовії, Росія. Входить до складу Русько-Баймаковського сільського поселення.

## Населення
Населення — 25 осіб (2010; 36 у 2002).
Національний склад (станом на 2002 рік):
- росіяни — 86 %